# Michel Soulier
Michel Soulier (Buissonville, 23 februari 1950 – Anderlecht, 27 augustus 1977) was een Belgische voetballer. Hij overleed op tragische wijze op jonge leeftijd tijdens een bekerwedstrijd van zijn club UR Namur tegen RSC Anderlecht.
"Mich'", zoals hij genoemd werd, transfereerde tijdens zijn jeugd van RFC Hannutois in Hannuit, waar hij school liep, naar Union Royale Namur. In het seizoen 1967/68 werd hij voor de eerste maal geselecteerd voor een wedstrijd in Derde Klasse tegen KSV Oudenaarde. Het bleef dat seizoen echter bij deze ene wedstrijd. Pas vanaf 1970 werd hij een vaste waarde in de ploeg en speelde hij bijna alle competitiewedstrijden. Tijdens het seizoen 1971/72 scoorde hij zijn eerste doelpunt voor de club in een wedstrijd tegen Herve FC, die met 0-4 werd gewonnen. Hij bleef de volgende seizoenen een vaste speler van de ploeg en scoorde in totaal 4 keer.
Hij woonde met zijn echtgenote Gisèle in Ychippe-Leignon en werkte als monteur.
Tijdens de 22e minuut van een bekerwedstrijd van Namur die in 1977 plaatsvond in het Emile Verséstadion in Anderlecht, zakte Soulier in elkaar na een spurtduel met Peter Ressel. Nog voor hij in de ambulance gehesen werd, kon men geen pols meer waarnemen. Mond-op-mondbeademing en hartmassage bleven zonder resultaat.

Als eerbetoon werd later dat jaar het stadion van Union Namur omgedoopt tot Stade Michel Soulier. In 2001 werd hier de parking van het nabijgelegen hospitaal aangelegd.